# Francesco Priolo
Francesco Priolo (Catania, 25 novembre 1961) è un fisico italiano, dal 19 settembre 2019 rettore dell'Università di Catania.

## Biografia
Laureatosi in fisica nel 1985, dopo il dottorato di ricerca è entrato in organico presso l'Università degli Studi di Catania come ricercatore (1991).
Dal 2001 è professore ordinario di Fisica della Materia e insegna Struttura della Materia e Fotonica presso il Dipartimento di Fisica e Astronomia.
Nel febbraio 2004 è stato fondatore e primo direttore del Centro di ricerca MATIS (Center of Materials and Technologies for Information, communication & Solar Energy), confluito nel CNR come unità dell'Istituto di Microelettronica e Microsistemi (IMM).
È stato presidente della European Materials Research Society (E-MRS) di Strasburgo per il periodo 2009-2011, "fellow" dell'Accademia Europea delle Scienze (European Academy of Sciences), componente dei panel di selezione del Consiglio Europeo della Ricerca (European Research Council).
È stato per sei anni presidente della Scuola Superiore di Catania (2013-2019) e dal novembre 2018 all'ottobre 2019 direttore del Dipartimento di Fisica e Astronomia "Ettore Majorana", carica da cui è decaduto per la sopravvenuta elezione a rettore.
È autore di oltre 400 pubblicazioni su riviste scientifiche internazionali ed editor di 10 libri dedicati prevalentemente alle nanotecnologie e ai materiali per l'elettronica, la fotonica, ed il fotovoltaico.
Il 26 agosto 2019 viene eletto rettore dell'Università di Catania, entrando in carica il 19 settembre successivo.
È socio onorario del Rotary Club Catania Ovest.

## Ultime pubblicazioni scientifiche (elenco parziale)
- (EN) A. Irrera, P. Artoni, R. Saija, P. Gucciardi, M. Iatì, F. Borghese, P. Denti, F. Iacona, F. Priolo e O. Maragò, Size-Scaling in Optical Trapping of Silicon Nanowires, in Nano Letters, vol. 11, n. 4879, American Chemical Society, 3 ottobre 2011,  pp. 4879-4884, DOI:10.1021/nl202733j. URL consultato il 29 agosto 2019.
- (EN) A. Shakoor, R. Lo Savio, P. Cardile, S. Portalupi, D. Gerace, K. Welna, S. Boninelli, G. Franzò, F. Priolo, T.F. Krauss, M. Galli e L. O’Faolain, Room-temperature all-silicon photonic crystal nanocavity light emitting diode at sub-bandgap wavelengths, in Laser & Photonics Reviews, vol. 7, n. 114, 10 settembre 2012, DOI:10.1002/lpor.201200043. URL consultato il 29 agosto 2019.
- (EN) F. Priolo, T. Gregorkiewicz, M. Galli e T.F. Krauss, Silicon Nanostructures for Photonics and Photovoltaics, in Nature Nanotechnology, vol. 9, n. 19, 6 gennaio 2014,  pp. 19-32, DOI:10.1038/nnano.2013.271. URL consultato il 29 agosto 2019.
- (EN) B. Fazio, P. Artoni, M. A. Iatì, C. D'Andrea, M. J. Lo Faro, S. Del Sorbo, S. Pirrotta, P. G. Gucciardi, P. Musumeci, C. S. Vasi, R. Saija, M. Galli, F. Priolo e A. Irrera, Strongly enhanced light trapping in a two-dimensional silicon nanowire fractal array, in NPG Light Science & Applications, vol. 5, 2016, DOI:10.1038/lsa.2016.62, e16062. URL consultato il 29 agosto 2019.
- (EN) B. Fazio, A. Irrera, S. Pirotta, C. D'Andrea, S. Del Sorbo, M.J. Lo Faro, P. G. Gucciardi, M.A. Iatì, R. Saija, M. Patrini, P. Musumeci, C.S. Vasi, D.S. Wiersma, M. Galli e F. Priolo, Coherent Backscattering of Raman Light, in Nature Photonics, vol. 11, n. 170, 30 gennaio 2017,  pp. 170-176, DOI:10.1038/nphoton.2016.278. URL consultato il 29 agosto 2019.